# Discografia di John Coltrane

## Album in studio
| Anno           | Titolo                                  | Etichetta                                    | Registrato                                              | Note                                                 |
| -------------- | --------------------------------------- | -------------------------------------------- | ------------------------------------------------------- | ---------------------------------------------------- |
| 1957           | Coltrane                                | Prestige Records (LP/PRLP-7105)              | 31 maggio 1957                                          | ristampato come The First Trane!                     |
| 1957           | Blue Train                              | Blue Note (BLP 1577)                         | 15 settembre 1957                                       |                                                      |
| 1958           | John Coltrane with the Red Garland Trio | Prestige Records (PRLP 7123)                 | 23 agosto 1957                                          | ristampato nel 1968 come Traneing In                 |
| 1958           | Soultrane                               | Prestige Records (7142)                      | 7 febbraio 1958                                         |                                                      |
| 1960           | Giant Steps                             | Atlantic Records (LP Atlantic 1311)          | 4 e 5 maggio, 2 dicembre 1959                           |                                                      |
| febbraio 1961  | Coltrane Jazz                           | Atlantic Records (SD 1354)                   | 24 novembre 1959, 2 dicembre 1959, 21 ottobre 1960      |                                                      |
| marzo 1961     | My Favorite Things                      | Atlantic (1361)                              | 21-10-1960, 24-10-60, 26-10-60                          |                                                      |
| novembre 1961  | Olé Coltrane                            | Atlantic Records (LP Atlantic 1373)          | 25 maggio 1961                                          |                                                      |
| settembre 1961 | Africa/Brass                            | Impulse! Records                             | 23 maggio 1961, 4 giugno 1961                           | Ripubblicato come The Complete Africa/Brass nel 1995 |
| agosto 1962    | Coltrane                                | Impulse!                                     | 11 aprile, il 19, 20, 29 giugno, e il 18 settembre 1962 |                                                      |
| marzo 1963     | Ballads                                 | Impulse! GRD 156 CD                          | 21 dicembre 1961, 18 settembre e 13 novembre 1962       |                                                      |
| luglio 1963    | John Coltrane and Johnny Hartman        | Impulse! GRD 157 CD                          | 7 marzo 1963                                            |                                                      |
| febbraio 1963  | Duke Ellington & John Coltrane          | Impulse! CD                                  | 26 settembre 1962                                       |                                                      |
| luglio 1963    | Impressions                             | Impulse! MCAD 5887 CD                        | 05-11-1961, 18-09-1962, 29-04-1963                      |                                                      |
| luglio 1964    | Crescent                                | Impulse! MCAD 5889 CD                        | 27 aprile e 1º giugno 1964                              |                                                      |
| febbraio 1965  | A Love Supreme                          | Impulse! Records (AS-77 stereo)              | 09-12-1964                                              |                                                      |
| agosto 1965    | The John Coltrane Quartet Plays         | Impulse! IMPD 214 CD, Impulse! MCAD 33110 CD | 17 e 18 febbraio, 17 maggio e 28 marzo 1965             |                                                      |
| febbraio 1966  | Ascension                               | Impulse! Records (A-95)                      | 28 giugno 1965                                          |                                                      |
| 1966           | Kulu Sé Mama                            | Impulse! Records (A-9106)                    | 10 e 16 giugno 1965, e 14 ottobre 1965                  |                                                      |
| settembre 1966 | Meditations                             | Impulse! MCAD 39139 CD                       | 23 novembre 1965                                        |                                                      |
| settembre 1967 | Expression                              | Impulse! Records (A-9120)                    | 17 febbraio, 7 marzo 1967                               |                                                      |

## Altri album
| Anno          | Titolo                                | Etichetta                                                | Registrato | Note |
| ------------- | ------------------------------------- | -------------------------------------------------------- | --- | --- |
| 1958          | Wheelin' and Dealin'                  | Prestige Records PRLP 7131                               | 20 settembre 1957 | Con Frank Wess, Paul Quinichette, Mal Waldron, Doug Watkins, Arthur Taylor |
| 1959          | Cattin' with Coltrane and Quinichette | Prestige Records PRLP 7158                               | 17 maggio 1957 | Raccoglie sessioni di registrazione del 1957 |
| 1961          | Lush Life                             | Prestige Records                                         | - traccia 5: 31 maggio 1957 - tracce 1-3: 16 agosto 1957 - traccia 4: 10 gennaio 1958                                       | Il disco venne assemblato mettendo insieme diverso materiale rimasto inedito proveniente da tre sedute di registrazione negli studi di Rudy Van Gelder nel 1957 e 1958. |
| 1962          | Settin' the Pace                      | Prestige Records (7213)                                  | 26 marzo 1958 | Il disco venne assemblato con materiale inedito risalente al 1958. |
| 1962          | Standard Coltrane                     | Prestige Records (P-7243)                                | 11 luglio 1958 | Il disco venne assemblato con materiale inedito proveniente da una seduta di registrazione del 1958 allo studio di Rudy Van Gelder di Hackensack, New Jersey. |
| luglio 1962   | Coltrane Plays the Blues              | Atlantic (1382)                                          | 24 ottobre 1960 | Il materiale presente sul disco venne registrato agli Atlantic Studios durante le sessioni in studio per l'album My Favorite Things, e assemblato insieme per la pubblicazione dopo che Coltrane aveva già lasciato la Atlantic per firmare un nuovo contratto in esclusiva con la Impulse Records. |
| 1963          | Dakar                                 | Prestige Records PRLP 7280                               | 20 aprile 1957 | Album con brani proveniente da diverse registrazioni degli anni cinquanta, anche quelle dove Coltrane suonava solo in qualità di sideman. |
| 1963          | Stardust                              | Prestige Records 7268                                    | 1958 | Il disco venne assemblato con materiale di repertorio inedito proveniente da sessioni di registrazione del 1958 effettuate allo studio di Rudy Van Gelder di Hackensack in New Jersey. |
| 1963          | Coltrane Time                         | Blue Note 84461 CD                                       | 13 ottobre 1958 | Album del 1959 di Cecil Taylor col titolo Stereo Drive, dove coltrane suonava come turnista. |
| 1964          | The Believer                          | Prestige Records PRLP 7292                               | 20 dicembre 1957 (4-5) 10 gennaio 1958 (1-2) 26 dicembre 1958 (3)                                                           | LP realizzato con due tracce provenienti dall'album Ray Draper Quintet featuring John Coltrane (New Jazz Records 8228) del 1960, con tre brani inediti incisi da Coltrane come leader in due diverse sedute di registrazione nel 1958.                                                              |
| 1964          | Black Pearls                          | Prestige Records PRLP 7316                               | 23 maggio 1958 | Il disco venne assemblato con materiale inedito risalente al 1958. |
| giugno 1964   | Coltrane's Sound                      | Atlantic (1419)                                          | 24 & 26 ottobre 1960 | Il materiale che costituisce il disco venne inciso durante le sessioni tenutesi agli Atlantic Studios nel 1960 durante la lavorazione dell'album My Favorite Things, e venne assemblato dopo la fuoriuscita di Coltrane dalla Atlantic per accasarsi alla Impulse Records.                          |
| 1965          | The Last Trane                        | Prestige Records PRLP 7378                               | 16 agosto 1957 (2), 10 gennaio 1958 (1,4), 26 marzo 1958 (3                                                                 | L'album venne assemblato unendo insieme materiale inedito proveniente da tre differenti sedute di incisione tenutesi nello studio di Rudy Van Gelder a Hackensack, New Jersey nel 1957 e 1958 |
| 1965          | Bahia                                 | Prestige Records                                         | 1958 | Il disco venne assemblato mettendo insieme diverso materiale rimasto in precedenza inedito proveniente da due separate sedute di registrazione che avevano avuto luogo negli studi di Rudy Van Gelder nel 1958.                                                                                     |
| 1966          | The Avant-Garde                       | Atlantic (90041)                                         | 28 giugno e 8 luglio 1960                                                                                                   | L'album venne assemblato unendo insieme il materiale inedito proveniente da due sedute di registrazione tenutesi agli Atlantic Studios di New York City il 28 giugno e l'8 luglio 1960. |
| 1967          | Om                                    | Impulse! Records (A-9140)                                | 1º ottobre 1965 | Postumo |
| 1970          | The Best of John Coltrane             | Atlantic 1541 CD                                         | 1951-1961 | Raccolta postuma |
| 1970          | Transition                            | Impulse! Records (A-9195)                                | 10 & 16 giugno 1965 | Postumo |
| 1971          | Sun Ship                              | Impulse! Records                                         | 26 agosto 1965 | Postumo |
| 1974          | Interstellar Space                    | Impulse! Records (ASD 9277)                              | 22 febbraio 1967 | Postumo |
| 1975          | The Stardust Session                  | Prestige Records P 24056                                 | 1958 | Venne assemblato con materiale di repertorio proveniente da sessioni di registrazione del 1958 effettuate allo studio di Rudy Van Gelder di Hackensack in New Jersey. |
| 1977          | First Meditations (for quartet)       | Impulse! Records (A-9332)                                | 2 settembre 1965 | Rimasta inedita fino al 1977, la musica contenuta nell'album è una versione embrionale alternativa dell'album Meditations. |
| 1988          | European Impressions                  | Bandstand BD 1514                                        | Lato A: registrato a Baden Baden, West Germany, 26 novembre 1961; Lato B: registrato a Stockholm, Sweden, 23 novembre 1961. | Con Eric Dolphy |
| 1990          | Like Sonny                            | Roulette 793901 CD                                       | 1958-60 | |
| 1992          | The Major Works of John Coltrane      | Impulse! (GRD 21132 CD)                                  | giugno & ottobre 1965 | La raccolta contiene materiale proveniente soltanto da incisioni effettuate nel 1965. |
| 1995          | Stellar Regions                       | Impulse! IMPD 169 CD                                     | 1967 | Postumo |
| 10 marzo 1998 | Living Space                          | Impulse! Records                                         | 10 & 16 giugno 1965 | Il materiale proviene dalla gran quantità di registrazioni in studio che John Coltrane fece nel 1965 |
| 2019          | Traccia film Le chat dans le sac      | registrato da Rudy Van Gelder 1964; Universal Music 2019 | 1964 | Composto su richiesta del regista Gilles Groulx |

## Live
- 1961 - "Live" at the Village Vanguard - Impulse! MCAD 39136 CD, 1961
- 1961 - The Complete 1961 Village Vanguard Recordings - Impulse! IMPD4-232 CD, live, 1997
- 1961 - The Complete Paris Concerts - Magnetic MRCD 8114 CD, 1961
- 1961 - The Complete Copenhagen Concert - Magnetic MRCD 116 CD, 1961
- 1961 - Live In Stockholm, 1961 - Charly CD 117 CD, 1961
- 1962 - The European Tour - Pablo Live 2308222 CD, live, 1962
- 1962 - Live at Birdland - Charly CD 68 CD, 1962
- 1962 - The Complete Graz Concert vol 1 - Magnetic MRCD 8104 CD, 1962
- 1962 - The Complete Graz Concert vol 2 - Magnetic MRCD 8105 CD, 1962
- 1962 - The Complete Stockholm Concert vol 1 - Magnetic MRCD 8108 CD, 1962
- 1962 - The Complete Stockholm Concert vol 2 - Magnetic MRCD 8109 CD, 1962
- 1962 - Stockholm '62 The Complete Second Concert vol 1 - Magnetic MRCD 127 CD, 1962
- 1962 - Stockholm '62 The Complete Second Concert vol 2 - Magnetic MRCD 128 CD, 1962
- 1962 - Visit To Scandinavia - Jazz Door JD 1210 CD, live, 1962
- 1962 - Bye Bye Blackbird - Original Jazz Classics OJC 681 CD, live, 1962
- 1962 - Live At Birdland And The Half Note - Cool & Blue 101 CD, 1962-65
- 1963 - Newport '63 - Impulse! GRD 128 CD, live, 1961-63 (registrato nel 1961-63, pubblicato nel 1993)
- 1963 - Coltrane Live at Birdland - Impulse! MCAD 33109 CD, 1963
- 1963 - The Paris Concert - Original Jazz Classics OJC 781 CD, 1963
- 1963 - '63 The Complete Copenaghen Concert vol 1 - Magnetic MRCD 137 CD, 1963
- 1963 - '63 The Complete Copenaghen Concert vol 2 - Magnetic MRCD 138 CD, 1963
- 1963 - Live in Stockholm, 1963 - Charly CD 33 CD, 1963
- 1963 - Afro Blue Impressions - Pablo Live 2620 101 CD,live, 1963
- 1964 - Dear Old Stockholm - Impulse! GRD 120 CD, live, 1963-65
- 1965 - New Thing at Newport - Impulse! GRD 105 CD, live, 1965
- 1965 - Live in Paris - Charly CD 80 CD, 1965
- 1965 - Live in Antibes, 1965 - French Radio Classic Concerts 119 CD, 1965
- 1965 - Live in Antibes 1965 - LeJazz 10 CD, 1965
- 1965 - Love in Paris - LeJazz 031 CD, 1965
- 1965 - A Love Supreme: Live in Concert - Black Label 8022 CD, 1965
- 1965 - Live in Paris - Black Label 8023 CD, 1965
- 1965 - A Live Supreme - Moon MCD 042 CD, 1965
- 1965 - New York City '65 Vol 1 - Magnetic MRCD 134 CD, 1965
- 1965 - New York City '65 Vol 2 - Magnetic MRCD 135 CD, 1965
- 1965 - Live In Seattle - Impulse! GRD 2-146 CD, (registrato nel 1965, pubblicato nel 1971)
- 1966 - Live at the Village Vanguard Again! - Impulse! IMPD 213 CD, 1966
- 1966 - Live In Japan - Impulse! GRD 102 CD, (registrato nel 1966, pubblicato come Concert in Japan nel 1973, e nel 1991 come cofanetto in 4 CD)
- 1966 - Offering: Live at Temple University - Resonance/Impulse! (registrato nel 1966, pubblicato nel 2012)
- 1967 - The Olatunji Concert: The Last Live Recording - Impulse! CD, (registrato nel 1967, pubblicato nel 2001)

| ottobre 1969 | Selflessness: Featuring My Favorite Things | Impulse! Records(A-9161) | Tracce 1-2 registrate il 7 luglio 1963 al Newport Jazz Festival, traccia 3 registrata il 14 ottobre 1965 |  |

## Registrazioni, collaborazioni
Con Miles Davis 
| Con         | Anno | Titolo                            | Etichetta                         | Note      |
| ----------- | ---- | --------------------------------- | --------------------------------- | --------- |
| Miles Davis | 1955 | Miles                             | Original Jazz Classics OJC 006 CD |           |
| Miles Davis | 1956 | Cookin'                           | Original Jazz Classics OJC 128 CD | 1956      |
| Miles Davis |      | Relaxin'                          | Original Jazz Classics OJC 190 CD | 1956      |
| Miles Davis |      | Workin'                           | Original Jazz Classics OJC 296 CD | 1956      |
| Miles Davis |      | Steamin'                          | Original Jazz Classics OJC 391 CD | 1956      |
| Miles Davis |      | The Complete Prestige Recordings  | Prestige PR 102 CD                | 1951-1956 |
| Miles Davis |      | Round About Midnight              | Columbia CK 40610 CD              | 1955-1956 |
| Miles Davis | 1958 | Milestones                        | Columbia CK 40837 CD              | 1958      |
| Miles Davis |      | Miles And Coltrane                | Columbia CK 44052 CD              | 1958      |
| Miles Davis |      | 58 Sessions                       | Columbia CK 47835 CD              | 1958      |
| Miles Davis |      | Compact Jazz/Miles Davis          | Phillips PH 838254 CD             | 1958      |
| Miles Davis |      | Mostly Miles                      | Phontastic NCD 8813 CD            | 1958      |
| Miles Davis |      | Live In New York                  | Bandstand BD 1501 CD              | 1957-1959 |
| Miles Davis | 1959 | Kind of Blue                      | Columbia CK 40579 CD              | 1959      |
| Miles Davis | 1960 | On Green Dolphin Street           | Jazz Door 1226 CD                 | 1960      |
| Miles Davis |      | Live In Zurich                    | Jazz Unlimited JUCD 2031 CD       | 1960      |
| Miles Davis |      | Miles Davis In Stockholm Complete | Dragon DRCD 228 CD                | 1960      |
| Miles Davis | 1961 | Some Day My Prince Will Come      | Columbia CK 40947 CD              | 1961      |
| Miles Davis |      | Circle in the Round               | Columbia CK 46862 CD              | 1955-1961 |

 Con Prestige All Stars 
| Con                | Anno | Titolo                                    | Etichetta                         | Note |
| ------------------ | ---- | ----------------------------------------- | --------------------------------- | ---- |
| Prestige All Stars | 1956 | Tenor Conclave                            | Original Jazz Classics OJC 127 CD | 1956 |
| Prestige All Stars | 1957 | Interplay For Two Trumpets And Two Tenors | Original Jazz Classics OJC 292 CD | 1957 |
| Prestige All Stars |      | The Cats                                  | Original Jazz Classics OJC 079 CD | 1957 |

 Con Red Garland 
| Con         | Anno | Titolo           | Etichetta                         | Note      |
| ----------- | ---- | ---------------- | --------------------------------- | --------- |
| Red Garland | 1957 | All Mornin' Long | Original Jazz Classics OJC 293 CD | 1957      |
| Red Garland | 1957 | Soul Junction    | Original Jazz Classics OJC 481 CD | 1957      |
| Red Garland | 1957 | High Pressure    | Original Jazz Classics OJC 349 CD | 1957      |
| Red Garland | 1957 | Dig It!          | Original Jazz Classics OJC 392 CD | 1957-1958 |

 Con Thelonious Monk 
| Con             | Anno | Titolo                                                | Etichetta                         | Note                                                          |
| --------------- | ---- | ----------------------------------------------------- | --------------------------------- | ------------------------------------------------------------- |
| Thelonious Monk | 1957 | Thelonious Himself                                    | Original Jazz Classics OJC 254 CD | 1957                                                          |
| Thelonious Monk | 1957 | Thelonious Monk with John Coltrane alla Carnegie Hall | Original Jazz Classics OJC 039 CD | 2005                                                          |
| Thelonious Monk |      | Monk's Music                                          | Original Jazz Classics OJC 084 CD | 1957                                                          |
| Thelonious Monk | 1958 | Live At The Five Spot Discovery!                      | Blue Note 799786 CD               | 1993 registrazione privata concessa da Juanita Naima Coltrane |
| Thelonious Monk |      | The Complete Riverside Recordings                     | CD                                | 1958                                                          |
| Thelonious Monk |      | The Complete Blue Note Recordings                     | Blue Note CD                      | 1947-1958                                                     |

 Con Kenny Burrell 
| Con           | Anno | Titolo                          | Etichetta                         | Note |
| ------------- | ---- | ------------------------------- | --------------------------------- | ---- |
| Kenny Burrell | 1958 | Kenny Burrell and John Coltrane | Original Jazz Classics OJC 300 CD | 1958 |

 Con Wilbur Harden 
| Con           | Anno | Titolo                    | Etichetta          | Note |
| ------------- | ---- | ------------------------- | ------------------ | ---- |
| Wilbur Harden | 1958 | Jazz Way Out              | Savoy SV 0122 CD   | 1958 |
| Wilbur Harden |      | Tanganyika Strut          | Savoy SV 0125 CD   | 1958 |
| Wilbur Harden |      | Dial Africa               | Savoy SV 901458 CD | 1958 |
| Wilbur Harden |      | Africa-The Savoy Sessions | Savoy SV 650129 CD | 1958 |

 Con Gene Ammons 
| Con         | Anno | Titolo        | Etichetta                         | Note |
| ----------- | ---- | ------------- | --------------------------------- | ---- |
| Gene Ammons | 1958 | The Big Sound | Original Jazz Classics OJC 651 CD | 1958 |
| Gene Ammons |      | Groove Blues  | Original Jazz Classics OJC 723 CD | 1958 |

 Con Duke Ellington 
| Con            | Anno | Titolo                         | Etichetta            | Note |
| -------------- | ---- | ------------------------------ | -------------------- | ---- |
| Duke Ellington | 1962 | Duke Ellington & John Coltrane | Impulse! IMPD 166 CD | 1962 |

 Altre collaborazioni 
| Con                        | Anno | Titolo                                 | Etichetta                         | Note      |
| -------------------------- | ---- | -------------------------------------- | --------------------------------- | --------- |
| Dizzy Gillespie            | 1952 | Dee Gee Days                           | Savoy SV4426 CD                   | 1951-1952 |
| Johnny Hodges              | 1954 | Used To Be Duke                        | Verve 849 394 CD                  |           |
| Tadd Dameron               | 1956 | Mating Call                            | Original Jazz Classics 212 CD     |           |
| Paul Chambers              | 1956 | Chambers' Music                        | Blue Note BN 784437 CD            |           |
| Elmo Hope                  | 1956 | The All Star Sessions                  | Milestone M 47037 CD              |           |
| Sonny Rollins              | 1956 | Tenor Madness                          | Original Jazz Classics OJC 124 CD |           |
| Oscar Pettiford            | 1957 | Winners's Circle                       | Bethlehem BR 5030 CD              |           |
| Art Blakey                 | 1957 | Art Blakey's Big Band                  | Bethlehem BR 5011 CD              |           |
| Sonny Clark                | 1957 | Sonny's Crib                           | Blue Note BN 46819 CD             |           |
| Cecil Taylor               | 1957 | Hard Driving Jazz (alias Stereo Drive) | Blue Note CDP 784461 CD           |           |
| Johnny Griffin             | 1957 | A Blowing Session                      | Blue Note 81559 CD                |           |
| Mal Waldron                | 1957 | Mal 2                                  | Original Jazz Classics OJC 671 CD |           |
| George Russell             | 1958 | New York N.Y.                          | Decca MCAD 31371 CD               |           |
| Julian Cannonball Adderley | 1959 | Cannonball & John Coltrane             | EMARCY 834588 CD                  |           |
| Milt Jackson               | 1959 | Bags & Trane                           | Atlantic 1368 CD                  |           |

## Compilation
- 1970 - The Best of John Coltrane
- 1972 - The Best of John Coltrane: His Greatest Years
- 1972 - The Best of John Coltrane: His Greatest Years, Vol. 2
- 1973 - The Art of John Coltrane - The Atlantic Years
- 1975 - The Gentle Side of John Coltrane
- 1977 - Gleanings
- 1978 - The Mastery of John Coltrane Vol. 1: Feelin' Good
- 1978 - The Mastery of John Coltrane Vol. II: To the Beat of a Different Drum
- 1978 - The Mastery of John Coltrane Vol. 3: Jupiter Variation
- 1979 - The Mastery of John Coltrane Vol. IV: Trane's Modes
- 1986 - John Coltrane and the Jazz Giants
- 1990 - Like Sonny
- 1991 - The Prestige Recordings
- 1992 - The Major Works of John Coltrane
- 1992 - The Art of John Coltrane
- 1993 - The Last Giant: Anthology
- 1993 - The Last Giant: The John Coltrane Anthology
- 1994 - The Bethlehem Years
- 1995 - The Heavyweight Champion: The Complete Atlantic Recordings
- 1995 - New Wave in Jazz
- 1998 - The Classic Quartet: The Complete Impulse! Recordings
- 1999 - The Complete Columbia Recordings of Miles Davis with John Coltrane
- 1999 - Trane's Blues
- 2000 - Ken Burns Jazz: John Coltrane
- 2000 - The Very Best of John Coltrane
- 2001 - Coltrane for Lovers
- 2006 - Fearless Leader
- 2019 - Coltrane '58: The Prestige Recordings
- - The Complete Prestige Recordings

## Partecipazioni
- 1965 - New Wave in Jazz